# Igreja de São Martinho d'Erbajolo
Igreja de São Martinho d'Erbajolo é uma igreja em Erbajolo, Haute-Corse, Córsega. O edifício foi classificado como Monumento Histórico em 1926.